# Município de Wilson Mills (condado de Johnston, Carolina do Norte)
O município de Wilson Mills (em inglês: Wilson Mills Township) é um localização localizado no  condado de Johnston no estado estadounidense da Carolina do Norte. No ano 2010 tinha uma população de 5.555 habitantes.

## Geografia
O município de Wilson Mills encontra-se localizado nas coordenadas 35° 34′ 08,57″ N, 78° 21′ 12″ O.